# Grimório

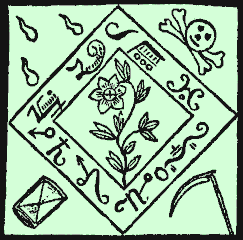
Esta é a concepção de um amuleto, vem do grimório, A Franga Preta (The Black Pullet). De acordo com as instruções você deve pronunciar em cima de um cetim preto, e dizer as seguintes palavras: "Nades, Suradis, Maniner", e um Gênio irá aparecer; se disser ao Gênio : "Sader, Prostas, Solaster ", o Gênio irá trazer-lhe o seu verdadeiro amor. Diga "Mammes, Laher" quando você se cansar dela.

Grimórios (do francês grimoire) são coleções medievais de feitiços, rituais e encantamentos mágicos invariavelmente atribuídas a fontes clássicas hebraicas ou egípcias. Tais livros contêm correspondências astrológicas, listas de anjos e demônios, orientações sobre como efetuar feitiços ou misturar remédios, conjurar entidades sobrenaturais e da confecção de talismãs, de acordo com o ponto de vista e com os estudos.A palavra grimório vem do francês antigo gramaire, da mesma raiz que a palavra gramática. Isto se deve ao fato de, na metade final da Idade Média, gramáticas de latim (livros sobre dicção e sintaxe de latim) serem guardados em escolas e universidades controladas pela Igreja — e para a maioria iletrada, livros não-eclesiásticos eram suspeitos de conter magia. Mas gramática também denota, para letrados e iletrados, um livro de instruções básicas. Uma gramática representa a descrição de uma combinação de símbolos, contendo também a descrição de como combiná-los, de modo a criar frases lógicas. Um grimório, por sua vez, seria a descrição de uma combinação de símbolos mágicos e de como combiná-los de forma apropriada, dentro de um sistema de magia.

## Grimórios famosos
Alguns dos grimórios mais famosos são:
- O Livro da Sagrada Magia de Abramelin, o Mago
- Liber Juratis, ou, O Livro Jurado de Honorius
- A Franga Preta (The Black Pullet)
- A Chave de Salomão
- Lemegeton ou Chave Menor de Salomão
- Le Grand Grimoire, O Grande Grimório
- Livro de São Cipriano — Capa preta (magia negra). O livro de capa de aço, na verdade, não foi escrito por ele, mas por discípulos dele.
- Necronomicon - Embora muitos considerem o Necronomicon como um grimório real, trata-se de um livro fictício, recorrente na obra de H.P. Lovecraft.
- Grimorium Verum (Grimório da Verdade)
- Grimorio pactum
- Picatrix

Ao final do século XIX, muitos desses textos (incluindo o Abramelin e A Chave de Salomão) foram reivindicados por organizações mágicas para-maçônicas como a Ordem Hermética do Amanhecer Dourado e a Ordo Templi Orientis. Aleister Crowley, adepto de ambos os grupos, serviu como vetor para um número de movimentos modernos, incluindo a Wicca, o Satanismo e a Magia do Caos.
Existe um sistema doméstico, ativo desde o século XIX, que vende grimórios falsos ou de traduções grosseiras (grande parte dos originais encontra-se em francês ou latim e são particularmente raros), apesar de existirem edições fiéis para a maioria das obras supracitadas.
Um grimório mais recente é o Simon Necronomicon, cujo nome veio a partir do livro de mágicas fictício criado pelo autor H. P. Lovecraft e inspirado na mitologia suméria e na Ars Goetia (esta última, uma seção do grimório A Chave Menor de Salomão que lida com invocações de demônios).
O manuscrito Voynich é considerado por alguns como um grimório, apesar de seu texto nunca haver sido decifrado — existe a possibilidade de ser um embuste com séculos de idade.
Livros de encantamentos (veja Papiros Mágicos Gregos) também são conhecidos desde os tempos mais remotos e são chamados grimórios por acadêmicos da atualidade. A maioria deles foram resgatados das areias do Egito e estão escritos em grego antigo e egípcio demótico.